# لوسي جين بلدسو
لوسي جين بلدسو (بالإنجليزية: Lucy Jane Bledsoe)‏ (1 فبراير 1957، بورتلاند في الولايات المتحدة)؛ روائية أمريكية.